# Oblivious
 (mai 2024).
Si vous disposez d'ouvrages ou d'articles de référence ou si vous connaissez des sites web de qualité traitant du thème abordé ici, merci de compléter l'article en donnant les références utiles à sa vérifiabilité et en les liant à la section « Notes et références ».
Singles de Kalafina
Sprinter/Aria
(2008)
Remix par Kalafina
Re/oblivious
(2008)
Oblivious est le premier single de Kalafina sorti sous le label Sony Music Entertainment Japan le 23 janvier 2008 au Japon. Il atteint la 8e place du classement de l'Oricon. Il se vend à 17 127 exemplaires la première semaine, et reste classé 24 semaines pour un total de 38 695 exemplaires vendus. Il n'y avait alors que deux chanteuses Wakana Ōtaki et Keiko Kubota. Il sort en format CD et en édition limitée avec Box et cartes postales Kara no Kyoukai.
Les trois chansons ont été utilisées comme thème pour l'anime Kara no Kyoukai. Les 3 chansons se trouvent sur l'album remix Re/oblivious et sur l'album Seventh Heaven. Yuki Kajiura a produit, créé les paroles et la musique de ce single.

## Liste des titres
| 1. | Oblivious                                        | 4:23 |
| 2. | Kimi ga Hikari ni Kaete Iku (君が光に変えて行く) | 4:43 |
| 3. | Kizuato (傷跡)                                   | 4:41 |